# Жигалова, Алёна Евгеньевна
Алёна Евгеньевна Жигалова (имя при рождении Елена; 22 декабря 1980, Вологда) — российская журналистка, видеоблогер, репортёр. Ведущая авторского шоу на YouTube под названием «Алёна, блин!», в котором берёт интервью у известных личностей различных сфер деятельности. 

## Карьера
Журналистикой начала заниматься в Вологде в молодёжной газете «Ступени» и в молодёжном журнале «Молоток». После переезда в Москву начинает работать в Издательском доме «Собеседник» в качестве корреспондента и выпускать ряд популярных материалов, связанных с жизнью звёзд шоу-бизнеса.
В 2007 году её приглашают в проект по запуску первого в России журнального таблоида «Тайны звёзд». За год журнал набирает полумиллионный тираж, Алёна устанавливает сотрудничество с популярными персонами российского шоу-бизнеса — на страницах издания появляются её интервью с Аллой Пугачёвой, Филиппом Киркоровым, Димой Биланом и другими популярными личностями.
С 2011 года по 2012 год сотрудничает с «Экспресс-газетой», которая на тот момент входит в Издательский дом «Комсомольская правда».
В 2012 году получает предложение от информационного холдинга LifeNews, чтобы перейти в новый отдел светской хроники. Именно в этот период делает громкие и скандальные материалы, которые получают широкую популярность в России: репортажи из Нью-Йорка о лечении Жанны Фриске, криминальные разборки Филиппа Киркорова с композитором Дидье Маруани, аналитические тексты о закате карьеры Аллы Пугачёвой, первые кадры детей Пугачёвой и Максима Галкина.
С 2014 года работает на портале Super.ru.
В 2018 году становится автором идеи шоу «Алёна, блин!» в жанре интервью на площадке YouTube. После выпуска четырёх пробных выпусков проект был заморожен, возобновившись в 2020 году. По мнению некоторых источников[каких?] проект имеет репутацию провластного.
В 2020 году издание «Forbes» включило Алёну Жигалову в топ-10 популярных женщин-блогеров в русскоязычном YouTube.

## Награды
- Победа в номинации «Прорыв года» в рамках Российской премии веб-индустрии 2020 года[12].
- Победитель «Народного голосования» в рамках Премии Рунета[13].
- Номинант в категории «Интервьюер года» в рамках Премии Peopletalk 2020[14].

## Общественная позиция
В 2022 году поддержала нападение России на Украину. Национальное агентство по предотвращению коррупции Украины выступило с инициативой о введении против Жигаловой международных санкций, так как она поддержала военное вторжение России в Украину в публичных заявлениях, социальных сетях.